# Armorial des communes de Maine-et-Loire
- il comporte peu ou pas de sources.
- il reste des blasons à dessiner dans cet armorial.

Cette page donne les armoiries (figures et blasonnements) des communes de Maine-et-Loire.
- Haut – A
- B
- C
- D
- E
- F
- G
- H
- I
- J
- K
- L
- M
- N
- O
- P
- Q
- R
- S
- T
- U
- V
- W
- X
- Y
- Z

5 dessin(s) en attente (voir : MPSSV)

## A
| Blason de Allonnes | Blason  | D'argent, à la bande fuselée de gueules, accompagnée de six fleurs de lys d'azur rangées en orle ; à une bordure d'azur. |
| Blason de Allonnes | Détails | Le statut officiel du blason reste à déterminer.                                                                         |

| Blason de Andrezé | Blason  | D'or, à la fasce de sinople chargée d'une paire de ciseaux d'argent ouverte en sautoir, accompagnée en chef d'un alérion d'azur et en pointe d'une moucheture d'hermine de sable. |
| Blason de Andrezé | Détails | Le statut officiel du blason reste à déterminer. |

| Blason de Angers | Blason  | De gueules à la clé en pal d'argent, au chef d'azur chargé de deux fleurs de lys d'or. |
| Blason de Angers | Détails | Le statut officiel du blason reste à déterminer.                                       |

| Blason de Aubigné-sur-Layon | Blason  | De gueules au lion d'hermine, armé, lampassé et couronné d'or. |
| Blason de Aubigné-sur-Layon | Détails | Le statut officiel du blason reste à déterminer.               |

| Blason de Avrillé | Blason  | Écartelé au premier d'azur, à trois fleurs de lys d'or ; au deuxième de gueules, au maillet et au burin d'argent mis en pal ; au troisième de gueules, au moulin à vent d'argent ; au quatrième d'azur, à la grappe de raisin d'or. |
| Blason de Avrillé | Détails | Le statut officiel du blason reste à déterminer. |

Pas d'information pour les communes suivantes : Les Alleuds (Maine-et-Loire), Ambillou-Château, Andard, Andigné, Angrie, Antoigné, Armaillé, Artannes-sur-Thouet, Auverse, Aviré
- Haut – A
- B
- C
- D
- E
- F
- G
- H
- I
- J
- K
- L
- M
- N
- O
- P
- Q
- R
- S
- T
- U
- V
- W
- X
- Y
- Z

## B
| Blason de Baugé | Blason  | D'argent à un sanglier de sable, défendu du champ, baugé dans un buisson de sinople mouvant du flanc senestre, le tout sur une terrasse du même. |
| Blason de Baugé | Détails | Armes parlantes. Le statut officiel du blason reste à déterminer.                                                                                |

| Blason de Beaucouzé | Blason  | Parti, au premier d'azur au chef de gueules, à l'escarboucle fleurdelysée d'or brochant, au second de sinople à la fasce ondée d'argent.                       |
| Blason de Beaucouzé | Détails | * Il y a là non-respect de la règle de contrariété des couleurs : ces armes sont fautives (gueules sur azur). Le statut officiel du blason reste à déterminer. |

| Blason de Beaufort-en-Vallée | Blason  | De sinople, au lion d'argent, armé, lampassé et couronné de gueules. |
| Blason de Beaufort-en-Vallée | Détails | Le statut officiel du blason reste à déterminer.                     |

| Blason de Beaupréau | Blason  | Écartelé, au premier et au quatrième d'or à la bande d'azur, au deuxième et au troisième d'azur à la barre d'or. |
| Blason de Beaupréau | Détails | Le statut officiel du blason reste à déterminer.                                                                 |

| Blason de Beausse | Blason  | D'azur à une fasce ondée d'argent accompagnée de trois émerillons d'or chaperonnés et grilletés de gueule. |
| Blason de Beausse | Détails | Le statut officiel du blason reste à déterminer.                                                           |

| Blason de Bécon-les-Granits | Blason  | De sinople au mont de granit d’argent, sur lequel rampent à dextre une chèvre et à senestre un porc, tous les deux affrontés de sable, au chef cousu d’azur chargé de deux fleurs de lys d'or.                                       |
| Blason de Bécon-les-Granits | Détails | * Ces armes emploient le terme « cousu » dans le seul but de contrevenir à la règle de contrariété des couleurs : elles sont fautives (azur sur sinople). Armes parlantes. (granit) Le statut officiel du blason reste à déterminer. |

| Blason de Béhuard | Blason  | D'azur à la nef d'or voguant sur une mer de gueules, au chef cousu du même chargé d'une Notre-Dame d'or accostée de deux fleurs de lis du même.                |
| Blason de Béhuard | Détails | * Il y a là non-respect de la règle de contrariété des couleurs : ces armes sont fautives (gueules sur azur). Le statut officiel du blason reste à déterminer. |

| Blason de Bégrolles-en-Mauges | Blason  | D'argent au chêne de sinople à deux branches posées en chevron renversé, le tronc chargé d’une croix latine perronnée de trois pièces d’or, le tout mouvant de la pointe, accompagné en chef d’une fontaine de pourpre. |
| Blason de Bégrolles-en-Mauges | Détails | Le statut officiel du blason reste à déterminer. |

| Blason de Blaison-Gohier | Blason  | D'hermine aux deux bandes de gueules.            |
| Blason de Blaison-Gohier | Détails | Le statut officiel du blason reste à déterminer. |

| Blason de Bocé | Blason  | D'azur au chevron d'or accompagné en chef de deux écussons d'or chargés chacun d'une feuille de chêne de sinople et en pointe d'une flèche du même mouvant de la pointe. |
| Blason de Bocé | Détails | Le statut officiel du blason reste à déterminer. |

| Blason de Bouchemaine | Blason  | Écartelé, au premier d'azur à trois fleurs de lis d'or, à la bordure cousue de gueules, au deuxième d'argent à deux fasces ondées d'azur, à la barque de gueules au mât croiseté du même, brochant sur le tout, au troisième contre-écartelé d'azur au rencontre de bouc d'or et d'argent à la rose tigée et feuillée de gueules, au quatrième de gueules au prunier d'or fruité du champ. |
| Blason de Bouchemaine | Détails | * Il y a là non-respect de la règle de contrariété des couleurs : ces armes sont fautives (gueules sur azur). Le statut officiel du blason reste à déterminer. |

| Blason de Bourgneuf-en-Mauges | Blason  | De pourpre au sautoir d'argent chargé en cœur d'une croix de Malte de sable. Devise / Cri«vias tuas domine demonstra mihi» (Seigneur, montre nous tes voies) |
| Blason de Bourgneuf-en-Mauges | Détails | Le statut officiel du blason reste à déterminer. |

| Blason de Brain-sur-Allonnes | Blason  | D'azur semé de fleurs de lys d'argent, au lion de gueules lampassé et couronné d'or brochant. |
| Blason de Brain-sur-Allonnes | Détails | Le statut officiel du blason reste à déterminer.                                              |

| Blason de Breille-les-Pins (La) | Blason  | Gironné de sinople et d'argent, le premier giron chargé d'un hameçon de pêche à la mouche en chef et d'un poisson ployé en barre soutenu d'une burelle ondée et alésée le tout d'argent, le deuxième d'un grenadier du Premier Empire contourné et jouant du clairon en ombre de sable, le troisième d'une branche de myrtille fruitée de deux pièces d'argent, le quatrième d'une tente en chef dextre, senestrée d'une caravane moderne, les deux soutenues d'une tierce ondée et alésée le tout de sable, le cinquième d'une ruche d'argent, le sixième de l'église du lieu, le corps et le clocher en ombre et essorés de sable, brochant sur deux sapins du même, le septième d'une assiette chargée à dextre d'une fourchette posée en pal et à senestre d'un couteau posé en barre, les deux brochant sur le bord supérieur de l'assiette le tout d'argent, le huitième d'un sanglier de sable brochant sur un cerf du même, le bois senestre du cerf brochant sur le premier giron ; sur le tout, d'or à l'écureuil au naturel, tenant une pomme de pin d'argent, soutenu de deux feuilles de sinople appointées en chevron renversé. |
| Blason de Breille-les-Pins (La) | Détails | Conflit héraldique : sur le sixième, l'église ne broche pas sur les deux sapins. Le statut officiel du blason reste à déterminer. |

| Blason de Brézé | Blason  | D'azur au chevron d'or accompagné en chef de deux roses d'argent et en pointe d'un soleil d'or. |
| Blason de Brézé | Détails | Le statut officiel du blason reste à déterminer.                                                |

| Blason de Brissac-Quincé | Blason  | De sable à trois fasces d'or dentelées en partie basse. |
| Blason de Brissac-Quincé | Détails | Le statut officiel du blason reste à déterminer.        |

Pas d'information pour les communes suivantes : Baracé, Baugé-en-Anjou, Bauné, Beaulieu-sur-Layon, Beauvau (Maine-et-Loire), Blou, La Bohalle, La Boissière-sur-Èvre, Botz-en-Mauges, Bouillé-Ménard, Bourg-l'Évêque, Bouzillé, Brain-sur-l'Authion, Brain-sur-Longuenée, Breil (Maine-et-Loire) , Brigné, Briollay, Brion (Maine-et-Loire), Brissarthe, Broc (Maine-et-Loire), Brossay

- Haut – A
- B
- C
- D
- E
- F
- G
- H
- I
- J
- K
- L
- M
- N
- O
- P
- Q
- R
- S
- T
- U
- V
- W
- X
- Y
- Z

## C
| Blason de Candé | Blason  | De gueules, au château couvert de trois tours girouettées d'or.                                                                                                   |
| Blason de Candé | Détails | Conflit héraldique : le dessin montre la tour centrale ouverte de gueules et le tout ajouré et maçonné de sable. Le statut officiel du blason reste à déterminer. |

| Blason de Cerqueux (Les) | Blason  | D'argent à trois macles de gueules; à la bordure partie au premier d'azur chargée de six fleurs de lis d'or et au second de gueules chargée de six tours d'or, maçonnées de sable, ouvertes et ajourées de gueules. |
| Blason de Cerqueux (Les) | Détails | Le statut officiel du blason reste à déterminer. |

| Blason de Cerqueux-sous-Passavant (Les) | Blason  | Écartelé, aux premier et quatrième d’or plain, au deuxième de gueules au moulin à vent d’or, au troisième de gueules à la gerbe de blé d’or; à la cotice ondée d’azur brochant sur le tout. |
| Blason de Cerqueux-sous-Passavant (Les) | Détails | Le statut officiel du blason reste à déterminer. |

| Blason de Chacé | Blason  | D'azur à deux lions affrontés d'or soutenant un écu d'argent chargé d'une roue crénelée de sinople, accolé au trait du chef et accompagné en pointe d'un croissant d'argent ; à la terrasse voûtée d'argent, maçonnée de sable et chargée d'un champignon d'argent ; au chef cousu de gueules chargé d'une grappe de raisin pamprée d'or. |
| Blason de Chacé | Détails | * Il y a là non-respect de la règle de contrariété des couleurs : ces armes sont fautives (gueules sur azur). Le statut officiel du blason reste à déterminer. |

| Blason de Chalonnes-sur-Loire | Blason  | Parti, au premier de gueules à l'escarboucle d'or ; au second d'argent à la croix de gueules au chef d'azur chargé d'une mitre d'or. |
| Blason de Chalonnes-sur-Loire | Détails | Le statut officiel du blason reste à déterminer.                                                                                     |

| Blason de Chambellay | Blason  | D'argent à trois chevrons de gueules.            |
| Blason de Chambellay | Détails | Le statut officiel du blason reste à déterminer. |

| Blason de Champteussé-sur-Baconne | Blason  | Coupé : au premier divisé en chevron de gueules et de sable, à la tierce en chevron d'or brochant sur la partition accompagnée de trois masques de chat du même, au deuxième de sinople à la barre ondée d’argent chargée en cœur d’un fer de moulin de pourpre et accompagnée en pointe d’un groupe isolé de quatre rochers d’or. |
| Blason de Champteussé-sur-Baconne | Détails | Conflit héraldique : le dessin ne laisse voir que deux rochers. Le statut officiel du blason reste à déterminer. |

| Blason de Champtoceaux | Blason  | Écartelé, au filet en croix noué d'azur, chargé aux un et deux de cinq points de gueules équipolés à quatre d'argent ; au trois d'argent ; au quatre de gueules. |
| Blason de Champtoceaux | Détails | Le statut officiel du blason reste à déterminer. |

| Blason de Champtocé-sur-Loire | Blason  | D'or à la croix de sable.                        |
| Blason de Champtocé-sur-Loire | Détails | Le statut officiel du blason reste à déterminer. |

| Blason de Chanteloup-les-Bois | Blason  | De sinople au loup d'or, au chef d'argent chargé d'un sacré-cœur de gueules. |
| Blason de Chanteloup-les-Bois | Détails | Armes parlantes. (loup) Le statut officiel du blason reste à déterminer.     |

| Blason de La Chapelle-Rousselin | Blason  | Coupé: au 1er parti au I de gueules à la croix de saint Jacques d'or et à la coquille d'argent brochant en coeur, au II d'argent à l'aigle bicéphale de sable, becquée, lampassée et membrée de gueules, au 2e de sinople à la gerbe de blé d'or. |
| Blason de La Chapelle-Rousselin | Détails | Le statut officiel du blason reste à déterminer. |

| Blason de Chartrené | Blason  | D'azur à deux fleurs de lis en chef, accompagnées en pointe d'un rencontre de cerf et en abîme, d'un bâton péri en bande, le tout d'or; au chef losangé d'argent et de gueules. |
| Blason de Chartrené | Détails | Le statut officiel du blason reste à déterminer. |

| Blason de Châteauneuf-sur-Sarthe | Blason  | D’azur à un bâton de prieur d’or accompagné de deux lettres S et P de même.                                                            |
| Blason de Châteauneuf-sur-Sarthe | Détails | Le blason adopté est celui du prieuré St-Pierre de Séronnes. Les lettres S et P signifient Saint Pierre. Blason officiel de la mairie. |

| Blason de Chaudefonds-sur-Layon | Blason  | De gueules à la fontaine d'argent en chef et au cep de vigne d'or en pointe. |
| Blason de Chaudefonds-sur-Layon | Détails | Le statut officiel du blason reste à déterminer.                             |

| Blason de Chemillé | Blason  | Écartelé, au premier et au quatrième d'or à la barre de gueules, au deuxième et au troisième de gueules à la barre d'or. |
| Blason de Chemillé | Détails | Le statut officiel du blason reste à déterminer.                                                                         |

| Blason de Chênehutte-Trèves-Cunault | Blason  | Divisé en chevron, au premier de gueules chargé à dextre d'un chêne arraché, à senestre d'une hutte, les deux de sable, au second, d'azur à une gabare de sable habillée d'argent ; au chevron d'or brochant sur la partition chargé en chef d'une tour d'argent crénelée de trois pièces, d'une ancre de marinier surmontée d'une crosse d'évêque posées en barre, d'un pic de perreyeur surmonté d'une crosse d'évêque posées en bande, le tout de sable. |
| Blason de Chênehutte-Trèves-Cunault | Détails | * Il y a là non-respect de la règle de contrariété des couleurs : ces armes sont fautives (sable sur gueules, argent sur or et sable sur azur). Conflit héraldique : le dessin montre une hutte ouverte de gueules ; le dessin montre une gabare toute de sable. Armes parlantes. (chêne + hutte) Le statut officiel du blason reste à déterminer. |

| Blason de Chenillé-Changé | Blason  | D'azur à la bande ondée d'argent, chargée en abîme d'un écusson de gueules à la croix pattée d'argent, accompagnée, en chef, d'une vierge d'or posée sur un rocher du même mouvant de la bande et du flanc senestre et, en pointe, d'une roue à aubes d'or. |
| Blason de Chenillé-Changé | Détails | Le statut officiel du blason reste à déterminer. |

| Blason de Cherré | Blason  | De gueules, à l'archer d'argent ; au chef d'or chargé de deux boucs affrontés de sable. |
| Blason de Cherré | Détails | Le statut officiel du blason reste à déterminer.                                        |

| Blason de Cheviré-le-Rouge | Blason  | D'azur au chevron d'or accompagné de quatre coquilles versées du même, trois en chef mal ordonnées et une en pointe. |
| Blason de Cheviré-le-Rouge | Détails | Adopté par la municipalité.                                                                                          |

| Blason de Cholet | Blason  | D'azur à la croix d'argent frettée de dix pièces de gueules. |
| Blason de Cholet | Détails | Le statut officiel du blason reste à déterminer.             |

| Blason de Contigné | Blason  | D'azur à la croix d'argent, chargée d'une croix ancrée de gueules et cantonnée de quatre fleurs de lis d'or. |
| Blason de Contigné | Détails | Le statut officiel du blason reste à déterminer.                                                             |

| Blason de Corné | Blason  | Écartelé, au premier d'azur à la grappe de raisin d'or sans feuille, au deuxième d'argent à la tête de crosse contournée de sable, au troisième d'argent à la fleur de lis de sable soutenue d'un poisson du même, au quatrième de gueules à l'épi de maïs d'or ; à la tierce ondée d'azur, de sable et de gueules, l'intervalle entre les burelles rempli d'argent, brochant sur la partition. |
| Blason de Corné | Détails | Le statut officiel du blason reste à déterminer. |

| Blason de Coron | Blason  | Parti : au premier mi-parti d’or à la croix d'azur cantonnée de quatre soleils non figurés de gueules, au second gironné d'argent et de sable. |
| Blason de Coron | Détails | Le statut officiel du blason reste à déterminer.                                                                                               |

| Blason de Corzé | Blason  | Coupé d'azur et d'or au lion couronné brochant de l'un en l'autre, armé et lampassé de gueules. |
| Blason de Corzé | Détails | Le statut officiel du blason reste à déterminer.                                                |

| Blason de Courléon | Blason  | De gueules à trois besants d'or.                 |
| Blason de Courléon | Détails | Le statut officiel du blason reste à déterminer. |

| Blason de Coutures | Blason  | D'argent à une aigle bicéphale de sable couronnée du champ ; à la bande de gueules brochant sur le tout. |
| Blason de Coutures | Détails | Adopté en 2019.                                                                                          |

| Blason de Cuon | Blason  | De sinople au loup de sable, surmonté de deux pommes de pin d'or.                                                                                               |
| Blason de Cuon | Détails | * Il y a là non-respect de la règle de contrariété des couleurs : ces armes sont fautives (sable sur sinople). Le statut officiel du blason reste à déterminer. |

Pas d'information pour les communes suivantes : Cantenay-Épinard, Carbay, Cernusson, Challain-la-Potherie, Chalonnes-sous-le-Lude, Champ-sur-Layon, Champigné, Chanzeaux, La Chapelle-du-Genêt, La Chapelle-Hullin, La Chapelle-Saint-Florent, La Chapelle-Saint-Laud, La Chapelle-sur-Oudon, Charcé-Saint-Ellier-sur-Aubance, Châtelais, Chaudron-en-Mauges, Chaumont-d'Anjou, La Chaussaire, Chavagnes, Chavaignes, Chazé-Henry, Chazé-sur-Argos, Cheffes, Chemellier, Chemillé-Melay, Chemiré-sur-Sarthe, Chigné, Cizay-la-Madeleine, Clefs-Val d'Anjou, Combrée, Concourson-sur-Layon, Cornillé-les-Caves, La Cornuaille, Cossé-d'Anjou, Le Coudray-Macouard, Courchamps (Maine-et-Loire)

Cléré-sur-Layon contesté en PDD
- Haut – A
- B
- C
- D
- E
- F
- G
- H
- I
- J
- K
- L
- M
- N
- O
- P
- Q
- R
- S
- T
- U
- V
- W
- X
- Y
- Z

## D
| Blason de Daumeray | Blason  | D'argent maçonné de sable; au chef pal de sinople chargé en chef à dextre d'un épi de maïs, à senestre d'une tête de poule arrachée le tout d'or, au point du chef d'une fontaine du même d'où coule en s'évasant un filet d'eau d'argent dans une aiguière d'or en pointe, le pal adextré d'une crosse de sable et senestré d'un trident du même sur les dents duquel est embroché un poisson de gueules. |
| Blason de Daumeray | Détails | Le statut officiel du blason reste à déterminer. |

| Blason de Denée | Blason  | D'argent à trois pals d'azur.                    |
| Blason de Denée | Détails | Le statut officiel du blason reste à déterminer. |

| Blason de Distré | Blason  | Écartelé: au 1er d'azur au dolmen au naturel, au 2e de gueules à trois épis de blé en bouquet, tigés et feuillés d'or, au 3e de gueules à la grappe de raisin tigée et feuillée d'or, au 4e d'azur à la fleur de lis d'or; à la lettre majuscule cursive D d'or brochant en abîme. |
| Blason de Distré | Détails | Le statut officiel du blason reste à déterminer. |

| Blason de Doué-la-Fontaine | Blason  | D'azur à la lettre D capitale d'or enfermant une fleur de lys d'argent. |
| Blason de Doué-la-Fontaine | Détails | Le statut officiel du blason reste à déterminer.                        |

| Blason de Drain | Blason  | D'azur à trois fleurs de lis d'or; à la bordure cousue de gueules; au chef d'argent chargé de huit mouchetures d'hermine de sable rangées en chef; au chêne de sinople, englanté d'or, brochant sur le tout.                                                        |
| Blason de Drain | Détails | * Il y a là non-respect de la règle de contrariété des couleurs : ces armes sont fautives (gueules sur azur). Conflit héraldique : le dessin ne montre que deux fleurs de lys et que quatre mouchetures d'hermine. Le statut officiel du blason reste à déterminer. |

| Blason de Durtal | Blason  | Écartelé, au premier et au quatrième de gueules au pal d'or, au deuxième et au troisième d'azur à la barre d'argent. |
| Blason de Durtal | Détails | Le statut officiel du blason reste à déterminer.                                                                     |

Pas d'information pour les communes suivantes : La Daguenière, Dénezé-sous-Doué, Dénezé-sous-le-Lude
- Haut – A
- B
- C
- D
- E
- F
- G
- H
- I
- J
- K
- L
- M
- N
- O
- P
- Q
- R
- S
- T
- U
- V
- W
- X
- Y
- Z

## E
| Blason de Échemiré | Blason  | D'or à un écusson de sable à la bande fuselée d'argent, accompagné de deux chênes arrachés de sinople en chef et d'un sanglier de sable en pointe. |
| Blason de Échemiré | Détails | Le statut officiel du blason reste à déterminer.                                                                                                   |

| Blason de Étriché | Blason  | D'or à la fasce ondée d'azur chargée d'un château d'argent, accompagnée en chef d’une crosse de sable posée en bande, chargée d’un écusson de gueules surchargé d'une roue d’argent, et en pointe d'un livre ouvert aussi de gueules, les pages aussi d'argent chargées du mot « Sapientia » de sable, « Sapi » sur la page dextre, « entia » sur la page senestre. |
| Blason de Étriché | Détails | Le statut officiel du blason reste à déterminer. |

Pas d'information pour les communes suivantes : Écouflant, Écuillé, Épieds (Maine-et-Loire)
- Haut – A
- B
- C
- D
- E
- F
- G
- H
- I
- J
- K
- L
- M
- N
- O
- P
- Q
- R
- S
- T
- U
- V
- W
- X
- Y
- Z

## F
| Blason de Fontaine-Guérin | Blason  | Écartelé : aux 1er et 4e de gueules à l’aigle d’or, aux 2e d’azur au croissant d’argent accompagné de six croisettes tréflées du même, trois rangées en chef et trois rangées en pointe, au 3e d’azur à la croisette latine ancrée d’or. |
| Blason de Fontaine-Guérin | Détails | Le statut officiel du blason reste à déterminer. |

| Blason de Fontevraud-l'Abbaye | Blason  | D'azur à l'escarboucle fleurdelysée d'or, au chef cousu de gueules. |
| Blason de Fontevraud-l'Abbaye | Détails | * Ces armes emploient le terme « cousu » dans le seul but de contrevenir à la règle de contrariété des couleurs : elles sont fautives (gueules sur azur). Le statut officiel du blason reste à déterminer. |

| Blason de La Fosse-de-Tigné | Blason  | D'azur, à une crosse d'or posée en pal et supportant un livre de même, accostée à dextre d'une fleur de lys d'or et à senestre d'une clef d'argent l'anneau vers le haut ; au chef de gueule chargé de deux châteaux d'or ouverts, ajourés et maçonnés de sable. |
| Blason de La Fosse-de-Tigné | Détails | * Il y a là non-respect de la règle de contrariété des couleurs : ces armes sont fautives (gueules sur azur). Le statut officiel du blason reste à déterminer.                                                                                                   |

| Blason de Le Fief-Sauvin | Blason  | D'azur à un cerf passant d'or.                                                             |
| Blason de Le Fief-Sauvin | Détails | Blason de l'ancien prieuré du Fief-Sauvin (dépendant de l'Abbaye de Saint-Jouin de Marnes) |

| Blason de Fougeré | Blason  | D'or à la feuille de fougère de sinople à dextre, au clocher d'argent en cœur et à la lettre minuscule f de gueules à senestre, chaque meuble brochant sur le précédent. |
| Blason de Fougeré | Détails | Armes parlantes. (fougère) Le statut officiel du blason reste à déterminer.                                                                                              |

| Blason de Freigné | Blason  | Coupé: au 1er re-coupé en accolade la pointe en bas, au I d'azur à trois fleurs de lis d'or, 2 et 1, au II d'hermine, au 2e de sinople à la fasce cousue d'azur ployée abaissée à dextre et haussée voûtée à senestre [chargée de la devise de la commune de sable], accompagnée en chef d'un coq de sable et en pointe d'une tour du même, ouverte et couverte d'argent et sommée d'une tourelle de sable, posée sur une burelle alésée à dextre échiquetée d'or et de sable, flanqué en pal arrondi vers la pointe d'or chargé à dextre d'une branche de frêne feuille de trois pièces au naturel et à senestre d'un épi de blé feuillé au naturel; au poignard versé d'argent, garni d'or brochant en pointe sur le tout. |
| Blason de Freigné | Détails | * Il y a là non-respect de la règle de contrariété des couleurs : ces armes sont fautives (azur et sable sur sinople). Conflit héraldique : les fleurs de lys sont présentés en fasce ; le dessin ne fait pas voir la tourelle ni la burelle alésée. Le statut officiel du blason reste à déterminer. |

| Blason de Le Fuilet | Blason  | D'azur, chargé à dextre du chef d'un sacré-cœur, à senestre d'une fleur de lys, en pointe d'une buie, le tout d'argent ; à la bordure fascée d'argent et de gueules de huit pièces. |
| Blason de Le Fuilet | Détails | Le statut officiel du blason reste à déterminer. |

Pas d'information pour les communes suivantes : Faveraye-Mâchelles, Faye-d'Anjou, Feneu, La Ferrière-de-Flée, Fontaine-Milon, Forges (Maine-et-Loire)
- Haut – A
- B
- C
- D
- E
- F
- G
- H
- I
- J
- K
- L
- M
- N
- O
- P
- Q
- R
- S
- T
- U
- V
- W
- X
- Y
- Z

## G
| Blason de Gennes | Blason  | De sable, à la salamandre d'or dans sa patience de gueules. |
| Blason de Gennes | Détails | Le statut officiel du blason reste à déterminer.            |

| Blason de Gesté | Blason  | Coupé: au 1er d'argent au chevron de gueules accompagné de trois étoiles du même, au 2e d'azur au chevron d'or accompagné de trois étoiles du même. |
| Blason de Gesté | Détails | Le statut officiel du blason reste à déterminer. |

| Blason de Guédeniau (Le) | Blason  | De sinople à la fasce ondée d'argent chargée d'un brocard (chevreuil d'un an) de sable, accompagnée en chef à dextre d'un treuil et de sa chaîne d'argent, en chef à senestre d'un fer de moulin du même et en pointe d'un rameau de chêne d'or. |
| Blason de Guédeniau (Le) | Détails | Le statut officiel du blason reste à déterminer. |

Pas d'information pour les communes suivantes : Gée, Gené, Genneteil, Grez-Neuville, Grézillé, Grugé-l'Hôpital
- Haut – A
- B
- C
- D
- E
- F
- G
- H
- I
- J
- K
- L
- M
- N
- O
- P
- Q
- R
- S
- T
- U
- V
- W
- X
- Y
- Z

## H
Pas d'information pour les communes suivantes : L'Hôtellerie-de-Flée, Huillé

## I
| Blason de Ingrandes | Blason  | Écartelé, au premier et au quatrième d'argent au pal de sinople, au deuxième et au troisième de sinople au pal d'argent. |
| Blason de Ingrandes | Détails | I.e., plus classiquement : palé contre-palé d'argent et de sinople Le statut officiel du blason reste à déterminer.      |

- Haut – A
- B
- C
- D
- E
- F
- G
- H
- I
- J
- K
- L
- M
- N
- O
- P
- Q
- R
- S
- T
- U
- V
- W
- X
- Y
- Z

## J
| Blason de Jaille-Yvon (La) | Blason  | D'or au lion léopardé de gueules accompagné de cinq coquilles d'azur 2, 2 et 1.                                     |
| Blason de Jaille-Yvon (La) | Détails | Le statut officiel du blason reste à déterminer.                                                                    |
| Blason de Jaille-Yvon (La) | Alias   | Losangé d’argent et de gueules, à la bande d’argent brochante ; à la bordure de sable chargée de huit besants d’or. |

| Blason de Jallais | Blason  | Écartelé: au 1er d'azur au monogramme ND entrelacé d'argent, au 2e de gueules à deux cœurs vidés, couronnés, croisetés et entrelacés d'argent, au 3e de sable à la tour d'argent, au 4e de sinople à la gerbe d'argent; à la croix d'or brochant sur la partition. |
| Blason de Jallais | Détails | Le statut officiel du blason reste à déterminer. |

| Blason de Jarzé | Blason  | Écartelé: au 1er de gueules au massacre de cerf d'argent surmonté de deux croissants du même, l'un au-dessus de l'autre, au 2e d’argent à la bande fuselée de gueules et à la bordure de sable chargée de huit besants d’or, au 3e d’azur au sanglier passant d’argent, au 4e de sinople au phénix d'argent allumé de gueules sur son immortalité du même. |
| Blason de Jarzé | Détails | Conflit héraldique : le dessin ne montre pas huit besants d'or. Le statut officiel du blason reste à déterminer. |

| Blason de Jumellière (La) | Blason  | D'argent à trois fasces d'azur, à la croix ancrée de gueules brochante. |
| Blason de Jumellière (La) | Détails | Le statut officiel du blason reste à déterminer.                        |

Pas d'information pour les communes suivantes :  Juigné-sur-Loire, Juvardeil
- Haut – A
- B
- C
- D
- E
- F
- G
- H
- I
- J
- K
- L
- M
- N
- O
- P
- Q
- R
- S
- T
- U
- V
- W
- X
- Y
- Z

## L
| Blason de La Lande-Chasles | Blason  | Coupé-crénelé, au premier de sinople à une pomme de pin d'or, accompagnée de deux pins aussi d'or fûtés de sable mouvant de la partition, au second d'or à un écureuil de sinople. |
| Blason de La Lande-Chasles | Détails | Approuvé par délibération du conseil municipal en 2015. |

| Blason de Le Lion-d'Angers | Blason  | Écartelé : au premier et au quatrième d'or à la fasce de sable, au deuxième et au troisième de sable au pal d'or. |
| Blason de Le Lion-d'Angers | Détails | Le statut officiel du blason reste à déterminer.                                                                  |

| Blason de Liré | Blason  | D'argent à la bande fuselée de gueules, accompagnée de six fleurs de lys d'azur mises en orle, trois en chef et trois en pointe. |
| Blason de Liré | Détails | Le statut officiel du blason reste à déterminer.                                                                                 |

| Blason de Le Longeron | Blason  | Écartelé, au premier d'azur à la castille d'or maçonnée de sable ; au deuxième d'argent, à la fleur de lin d'azur tigée de sinople ; au troisième d'argent au trèfle de sinople ; au quatrième d'azur, à une fleur de lys d'or. |
| Blason de Le Longeron | Détails | Le statut officiel du blason reste à déterminer. |

| Blason de Longué-Jumelles | Blason  | Parti, au premier d'argent à la bande fuselée de gueules, au chef d'azur chargé de trois fleurs de lys d'or, au second d'argent à trois lionceaux de sable. |
| Blason de Longué-Jumelles | Détails | Le statut officiel du blason reste à déterminer. |

| Blason de Louerre | Blason  | D'argent à l'arbre arraché de gueules; chaussé de sinople chargé de deux anilles d'argent. |
| Blason de Louerre | Détails | Le statut officiel du blason reste à déterminer.                                           |

Pas d'information pour les communes suivantes : Landemont, Lasse (Maine-et-Loire), Le Bourg-d'Iré, Lézigné, Linières-Bouton, Loiré, Louresse-Rochemenier, Le Louroux-Béconnais, Louvaines, Lué-en-Baugeois, Luigné
- Haut – A
- B
- C
- D
- E
- F
- G
- H
- I
- J
- K
- L
- M
- N
- O
- P
- Q
- R
- S
- T
- U
- V
- W
- X
- Y
- Z

## M
| Blason de Marigné | Blason  | De gueules, à la fasce ondée d'argent, accompagnée en chef de deux chouettes affrontées d'or et en pointe d'un marteau de forge du même. |
| Blason de Marigné | Détails | Le statut officiel du blason reste à déterminer.                                                                                         |

| Blason de Maulévrier | Blason  | D’or au chef de gueules.                         |
| Blason de Maulévrier | Détails | Le statut officiel du blason reste à déterminer. |

| Blason de Mazé | Blason  | Parti, au premier burelé d'argent et de gueules de dix pièces, à la cotice d'or brochante, au second de gueules semé de fleurs de lys d'or. |
| Blason de Mazé | Détails | Le statut officiel du blason reste à déterminer.                                                                                            |

| Blason de Martigné-Briand | Blason  | Tiercé en barre, au premier de gueules à la grappe de raisin tigée et feuillée d'or, au deuxième d'or à trois quintefeuilles rondes cousues d'argent et percées d'azur, au troisième fascé d'argent et d'azur de huit pièces, à la croix ancrée de gueules brochant sur le tout. |
| Blason de Martigné-Briand | Détails | * Il y a là non-respect de la règle de contrariété des couleurs : ces armes sont fautives. Le statut officiel du blason reste à déterminer. |

| Blason de Meigné-le-Vicomte | Blason  | Coupé émanché : au 1er de sinople à une couronne de vicomte d'or, au 2d d'argent à deux clés versées de gueules posées, celle de dextre en bande et celle de senestre en barre, les pannetons adossés. |
| Blason de Meigné-le-Vicomte | Détails | Armes parlantes. (couronne de vicomte) Le statut officiel du blason reste à déterminer. |

| Blason de Melay | Blason  | De gueules à dix besants d'or ordonnés 4, 3, 2 et 1. |
| Blason de Melay | Détails | Le statut officiel du blason reste à déterminer.     |

| Blason de La Ménitré | Blason  | Tiercé en pairle, au premier d'azur à deux fasces ondées d'argent, au deuxième de sinople au lion contourné d'argent, armé et lampassé de gueules, au troisième d'or au lion de sable. |
| Blason de La Ménitré | Détails | Le statut officiel du blason reste à déterminer. |

| Blason de Le Mesnil-en-Vallée | Blason  | D'azur à trois coquilles renversées d'or.        |
| Blason de Le Mesnil-en-Vallée | Détails | Le statut officiel du blason reste à déterminer. |

| Blason à dessiner | Blason  | Parti: au 1er d'argent à trois barres de sable, au 2e de gueules à trois écus d'or. |
| Blason à dessiner | Détails | Le statut officiel du blason reste à déterminer.                                    |

| Blason de Montfaucon-Montigné | Blason  | Écartelé: aux 1er et 4e de sable au faucon d’argent, celui du 1er quartier contourné, aux 2e et 3e de gueules au chêne d’argent. Devise / Cri« ense et aratro » |
| Blason de Montfaucon-Montigné | Détails | Armes parlantes. Le statut officiel du blason reste à déterminer.                                                                                               |

| Blason de Montfort | Blason  | De gueules au lion d'argent, la queue fourchée et passée en sautoir. |
| Blason de Montfort | Détails | Le statut officiel du blason reste à déterminer.                     |

| Blason de Montilliers | Blason  | D'azur, à trois monts d'or.                                               |
| Blason de Montilliers | Détails | Armes parlantes. (monts) Le statut officiel du blason reste à déterminer. |

| Blason de Montjean-sur-Loire | Blason  | D'or fretté de gueules.                          |
| Blason de Montjean-sur-Loire | Détails | Le statut officiel du blason reste à déterminer. |

| Blason de Montreuil-Bellay | Blason  | D'azur à la croix d'or, cantonnée de quatre besants du même. |
| Blason de Montreuil-Bellay | Détails | Le statut officiel du blason reste à déterminer.             |

| Blason de Montreuil-sur-Maine | Blason  | D'azur à une fasce d'argent chargée de trois croix de gueules. |
| Blason de Montreuil-sur-Maine | Détails | Le statut officiel du blason reste à déterminer.               |

| Blason de Montsoreau | Blason  | D'or à la croix de gueules, au chef d'azur chargé de trois fleurs de lys d'argent. |
| Blason de Montsoreau | Détails | Le statut officiel du blason reste à déterminer.                                   |

| Blason de Morannes | Blason  | Tiercé en pairle renversé au 1) d'argent à la gabare de sable, au 2) d'or à la gerbe de blé de sable, au 3) d'azur à la roue de moulin d'argent. |
| Blason de Morannes | Détails | Le statut officiel du blason reste à déterminer.                                                                                                 |

| Blason de Mouliherne | Blason  | De gueules à la barre cousue de sinople chargée de trois cœurs d'or posés dans le sens de la barre, et accompagnée de deux roues de moulin du même.                                                           |
| Blason de Mouliherne | Détails | * Ces armes emploient le terme « cousu » dans le seul but de contrevenir à la règle de contrariété des couleurs : elles sont fautives (sinople sur gueules). Le statut officiel du blason reste à déterminer. |

| Blason de Mozé-sur-Louet | Blason  | D'argent à la bande de gueules et à la fasce d'azur brochant sur le tout. |
| Blason de Mozé-sur-Louet | Détails | Le statut officiel du blason reste à déterminer.                          |

| Blason de Mûrs-Érigné | Blason  | De gueules aux deux fasces vivrées d'argent, à la bande d'azur semée de fleurs de lys d'or brochant sur le tout. |
| Blason de Mûrs-Érigné | Détails | Le statut officiel du blason reste à déterminer.                                                                 |

Pas d'information pour les communes suivantes : Marans (Maine-et-Loire), Marcé, Le Marillais , Le May-sur-Èvre, Mazières-en-Mauges, La Meignanne, Meigné, La Membrolle-sur-Longuenée, Méon, Montguillon, Montigné-lès-Rairies, Montreuil-Juigné, Montreuil-sur-Loir, Montrevault
- Haut – A
- B
- C
- D
- E
- F
- G
- H
- I
- J
- K
- L
- M
- N
- O
- P
- Q
- R
- S
- T
- U
- V
- W
- X
- Y
- Z

## N
| Blason de Noyant | Blason  | D'argent à trois fasces de gueules.              |
| Blason de Noyant | Détails | Le statut officiel du blason reste à déterminer. |

| Blason de Nyoiseau | Blason  | D’argent à trois capuchons de moine à l'antique, de gueules. |
| Blason de Nyoiseau | Détails | Le statut officiel du blason reste à déterminer.             |

Pas d'information pour les communes suivantes : Neuillé, Neuvy-en-Mauges, Noëllet, Notre-Dame-d'Allençon, Noyant-la-Gravoyère, Noyant-la-Plaine, Nuaillé, Nueil-sur-Layon
- Haut – A
- B
- C
- D
- E
- F
- G
- H
- I
- J
- K
- L
- M
- N
- O
- P
- Q
- R
- S
- T
- U
- V
- W
- X
- Y
- Z

## P
| Blason de Parçay-les-Pins | Blason  | D'azur à la fasce d'or, accompagnée en chef d'un croissant du même accosté de deux étoiles aussi d'or, et en pointe de trois roses d'argent, boutonnées d'or . |
| Blason de Parçay-les-Pins | Détails | Le statut officiel du blason reste à déterminer. |

| Blason à dessiner | Blason  | Tiercé en fasce: au 1er d'argent au lion léopardé de gueules, au 2e échiqueté de gueules et d'or de cinq tires de treize points, au château de trois tours de sable ouvert d'argent mouvant de la pointe, au 3e d'azur plain. |
| Blason à dessiner | Détails | Le statut officiel du blason reste à déterminer. |

| Blason de Le Pin-en-Mauges | Blason  | Écartelé en 1) d'argent chargé d'un cœur crucifère de gueules souligné d'une couronne de feuilles de chêne d'or ; en 2) d'azur chargé de trois fleurs de lys d'or, à la bordure de gueules ; en 3) d'azur chargé, à senestre d'une gerbe d'or, à dextre d'un caducée de même et en pointe, d'une roue crantée du même ; en 4) d'argent à trois mouchetures d'hermine de sable ; à la bordure du champ. |
| Blason de Le Pin-en-Mauges | Détails | * Il y a là non-respect de la règle de contrariété des couleurs : ces armes sont fautives (or sur argent, gueules sur azur). Le statut officiel du blason reste à déterminer. |

| Blason de Poitevinière (La) | Blason  | De sinople à la bande ondée d’argent chargée d’un fer de moulin de sable; au chef cousu de gueules chargé d’un cœur croiseté d’argent accosté de deux châteaux d’or ouverts, ajourés et maçonnés de sable.    |
| Blason de Poitevinière (La) | Détails | * Ces armes emploient le terme « cousu » dans le seul but de contrevenir à la règle de contrariété des couleurs : elles sont fautives (gueules sur sinople). Le statut officiel du blason reste à déterminer. |

| Blason de La Pommeraye | Blason  | D'azur au pommier d'or accompagné de deux fleurs de lys du même.            |
| Blason de La Pommeraye | Détails | Armes parlantes. (pommier) Le statut officiel du blason reste à déterminer. |

| Blason de Les Ponts-de-Cé | Blason  | Écartelé de sinople au pal d'argent et d'argent à la fasce de sinople. |
| Blason de Les Ponts-de-Cé | Détails | Le statut officiel du blason reste à déterminer.                       |

| Blason de La Possonnière | Blason  | D'or à trois onilles ou marmites de gueules.     |
| Blason de La Possonnière | Détails | Le statut officiel du blason reste à déterminer. |

| Blason de Pouancé | Blason  | Écartelé, au premier et au quatrième d'argent au pal de sinople, au deuxième et au troisième de sinople à la barre d'argent. |
| Blason de Pouancé | Détails | Le statut officiel du blason reste à déterminer.                                                                             |

| Blason de Pruillé | Blason  | D'or à six aiglettes d'azur.                     |
| Blason de Pruillé | Détails | Le statut officiel du blason reste à déterminer. |

| Blason de Le Puiset-Doré | Blason  | Parti, au premier de gueules au puits d'argent, au second de sinople à la fasce ondée d'or.    |
| Blason de Le Puiset-Doré | Détails | Armes parlantes. Adopté par délibération du conseil municipal du Puiset-Doré du 5 janvier 1996 |

| Blason de Le Puy-Notre-Dame | Blason  | D'or, à une Notre-Dame de carnation vêtue d'azur et de gueules, tenant dans ses bras un enfant Jésus de carnation. |
| Blason de Le Puy-Notre-Dame | Détails | Armes parlantes. Le statut officiel du blason reste à déterminer.                                                  |

Pas d'information pour les communes suivantes : Parnay (Maine-et-Loire), La Pellerine (Maine-et-Loire) , Pellouailles-les-Vignes, La Plaine (Maine-et-Loire) , Le Plessis-Grammoire, Le Plessis-Macé, La Pouëze, La Prévière
- Haut – A
- B
- C
- D
- E
- F
- G
- H
- I
- J
- K
- L
- M
- N
- O
- P
- Q
- R
- S
- T
- U
- V
- W
- X
- Y
- Z

## Q
Pas d'information pour les communes suivantes : Querré

## R
| Blason de Rochefort-sur-Loire | Blason  | D'azur, au chevron d'argent accompagné de trois molettes du même. |
| Blason de Rochefort-sur-Loire | Détails | Le statut officiel du blason reste à déterminer.                  |

| Blason de Roussay | Blason  | Écartelé, au premier de gueules à une fleur de lys d'or, au deuxième d'azur plein, au troisième d'azur, à une navette d'or posée en bande, au quatrième de gueules, à une crosse d'or renversée mouvant du cœur, à la croix d'argent brochant sur l'écartelé et au chef d'azur, à un pont crénelé d'or percé d'une arche. |
| Blason de Roussay | Détails | Le statut officiel du blason reste à déterminer. |

Pas d'information pour les communes suivantes : Rablay-sur-Layon, Les Rairies, La Renaudière, La Romagne (Maine-et-Loire) , Les Rosiers-sur-Loire, Rou-Marson
- Haut – A
- B
- C
- D
- E
- F
- G
- H
- I
- J
- K
- L
- M
- N
- O
- P
- Q
- R
- S
- T
- U
- V
- W
- X
- Y
- Z

## S
| Blason de Saint-André-de-la-Marche | Blason  | D'argent au sautoir alésé de gueules, clouté en cœur de deux pièces du même rangées en pal, cantonné au premier de deux marches, la plus haute à dextre sommée d'un panneau frontalier, l'autre sommée d'un sac de sel et au râteau de paludier posé en pal à senestre, au deuxième d'une abeille, au troisième de trois rochers isolés, rangés en pal, celui du milieu plus grand que les autres, au quatrième d'une charrue, le tout d'or ; flanqué en pal à senestre de sable à la fleur de lis d'or ; le tout sommé d'un chef de sable chargé d'une chaussure antique d'or ; au franc-canton senestre d'azur chargé d'une étoile d'argent. |
| Blason de Saint-André-de-la-Marche | Détails | * Il y a là non-respect de la règle de contrariété des couleurs : ces armes sont fautives (or sur argent). Le statut officiel du blason reste à déterminer. |

| Blason de Saint-Barthélemy-d’Anjou | Blason  | Écartelé: au 1er d'azur à trois fleurs de lis d'or et à la bordure de gueules, au 2e d'argent à la grappe de raisin de sinople, au 3e d'argent au bouquet de trois feuilles de chêne de sinople, au 4e de gueules au badelaire d'or posé en bande. |
| Blason de Saint-Barthélemy-d’Anjou | Détails | * Il y a là non-respect de la règle de contrariété des couleurs : ces armes sont fautives (gueules sur azur). Le statut officiel du blason reste à déterminer.                                                                                     |

| Blason de Saint-Florent-le-Vieil | Blason  | Écartelé de sable à la fasce d'argent et d'argent à la barre de sable. |
| Blason de Saint-Florent-le-Vieil | Détails | Le statut officiel du blason reste à déterminer.                       |

| Blason de Saint-Georges-des-Gardes | Blason  | D'argent fretté de gueules; mantelé d'azur chargé de deux épis de blé tigés et feuillés d'or; à l'épée couronnée du même brochant sur le tout. |
| Blason de Saint-Georges-des-Gardes | Détails | Le statut officiel du blason reste à déterminer.                                                                                               |

| Blason de Saint-Georges-du-Bois | Blason  | De gueules à saint Georges à cheval d'or, transperçant de sa lance un dragon de sable, le tout contourné; au chef cousu d'azur chargé de trois épis de maïs d'or.                                                           |
| Blason de Saint-Georges-du-Bois | Détails | Armes parlantes. * Ces armes emploient le terme « cousu » dans le seul but de contrevenir à la règle de contrariété des couleurs : elles sont fautives (azur sur gueules). Le statut officiel du blason reste à déterminer. |

| Blason de Saint-Georges-sur-Loire | Blason  | D'azur, semé de fleur de lys d'argent, à un Saint-Georges à cheval contourné d'argent brochant, perçant de sa lance un dragon couché d'or. |
| Blason de Saint-Georges-sur-Loire | Détails | Armes parlantes. Le statut officiel du blason reste à déterminer.                                                                          |

| Blason de Saint-Germain-des-Prés | Blason  | De sinople, semé de marguerites d'argent boutonnées d'or, au franc-quartier d'argent à la mitre de gueules. |
| Blason de Saint-Germain-des-Prés | Détails | Le statut officiel du blason reste à déterminer.                                                            |

| Blason de Saint-Lambert-du-Lattay | Blason  | D'azur, à un baton prieural d'or en pal, chargé d'une mitre du même, accosté de deux fleurs de lys d'or, à la bordure de gueules.                              |
| Blason de Saint-Lambert-du-Lattay | Détails | * Il y a là non-respect de la règle de contrariété des couleurs : ces armes sont fautives (gueules sur azur). Le statut officiel du blason reste à déterminer. |

| Blason de Saint-Laurent-des-Autels | Blason  | Parti d'azur et d'or, à la filière de l'un en l'autre: le 1er chargé d'une tête de vache contournée de sable, allumée d'or, en chef et d'une grappe de raisin de pourpre feuillée de sinople en pointe, le 2e chargé en chef d'un escarpin de femme de sable en chef et d'une «brique» (?) de gueules, ombrée du champ, en perspective en cœur; à la flamme de gueules brochant en pointe. |
| Blason de Saint-Laurent-des-Autels | Détails | Le statut officiel du blason reste à déterminer. |

| Blason de Saint-Laurent-du-Mottay | Blason  | D'azur, à une bande d'or accostée de deux colombes d'argent, becquées et membrées de gueules, à une bordure dentelée de même. |
| Blason de Saint-Laurent-du-Mottay | Détails | Le statut officiel du blason reste à déterminer.                                                                              |

| Blason de Saint-Léger-sous-Cholet | Blason  | Coticé de gueules et d’or, au personnage contourné et stylisé d’argent surmonté d'une roue dentée de sable à dextre, à l'épi de blé et la branche de chêne posée en barre, soutenus des lettres St et L entrelacées, le tout d’argent; au franc-canton d'argent chargé d'un sanglier de sable. |
| Blason de Saint-Léger-sous-Cholet | Détails | Le statut officiel du blason reste à déterminer. |

| Blason de Saint-Martin-du-Fouilloux | Blason  | D'or à un buisson (fouilloux) de sinople chargé d'un saint Martin contourné d'argent partageant son manteau d'azur avec un pauvre nu d'argent. |
| Blason de Saint-Martin-du-Fouilloux | Détails | Le statut officiel du blason reste à déterminer.                                                                                               |

| Blason de Saint-Mathurin-sur-Loire | Blason  | D'argent à la nef de marinier au naturel, voguant sur une mer ondée d'azur mouvant de la pointe ; au chef du même chargé de trois fleurs de lis d'or. |
| Blason de Saint-Mathurin-sur-Loire | Détails | Le statut officiel du blason reste à déterminer. |

| Blason de Saint-Paul-du-Bois | Blason  | D'argent au chevron de gueules, accompagné de trois roses du même, au chef d'azur chargé de trois losanges d'or. |
| Blason de Saint-Paul-du-Bois | Détails | Le statut officiel du blason reste à déterminer.                                                                 |

| Blason de Saint-Philbert-du-Peuple | Blason  | D'argent à deux lions léopardés de sable, armés et lampassés de gueules, l'un au-dessus de l'autre. |
| Blason de Saint-Philbert-du-Peuple | Détails | Le statut officiel du blason reste à déterminer.                                                    |

| Blason de Saint-Quentin-en-Mauges | Blason  | Écartelé, au premier et au quatrième de gueules ; au deuxième d'argent à la crosse d'abbé de sable posée en pal ; au troisième d'argent à la tour de sable. |
| Blason de Saint-Quentin-en-Mauges | Détails | Le statut officiel du blason reste à déterminer. |

| Blason de Saint-Quentin-lès-Beaurepaire | Blason  | D'azur au mont de sinople sommé d'une croix latine d'or, elle-même surmontée d'un léopard de sable, au pélican d'argent brochant sur le pied de la croix; le tout enfermé dans une bordure de gueules. |
| Blason de Saint-Quentin-lès-Beaurepaire | Détails | * Il y a là non-respect de la règle de contrariété des couleurs : ces armes sont fautives (sinople, sable et gueules sur azur). Le statut officiel du blason reste à déterminer.                       |

| Blason de Saint-Rémy-la-Varenne | Blason  | De sable au chevron d'argent accompagné de trois fleurs de lis d'or. |
| Blason de Saint-Rémy-la-Varenne | Détails | Le statut officiel du blason reste à déterminer.                     |

| Blason de Saint-Sylvain-d'Anjou | Blason  | De gueules à la croix tréflée d'argent, au chef cousu d'azur chargé de trois croisettes d'or. |
| Blason de Saint-Sylvain-d'Anjou | Détails | * Ces armes emploient le terme « cousu » dans le seul but de contrevenir à la règle de contrariété des couleurs : elles sont fautives (azur sur gueules). Le statut officiel du blason reste à déterminer. |

| Blason de Sainte-Christine | Blason  | Coupé: au 1er de gueules à la croix, le pied perronné de deux pièces d'or, mouvant de la partition et à deux épées d'argent passées en sautoir brochant sur la croix, au 2e d'azur à trois cotices ondées d'argent et à la roue de moulin d'or brochante. |
| Blason de Sainte-Christine | Détails | Le statut officiel du blason reste à déterminer. |

| Blason à dessiner | Blason  | Écartelé: au 1er d'azur à la pointe de lance d'argent, au 2e d'or à la crosse d'azur posée en bande, au 3e d'or au bouquet de fleurs au naturel, posé en barre, au 4e d'azur au moulin à vent d'or; à la face ondée d'argent brochant sur la partition; le tout sur une plaine de sinople; sur le tout, d'azur à trois fleurs de lis d'or. |
| Blason à dessiner | Détails | Le statut officiel du blason reste à déterminer. |

| Blason de Salle-de-Vihiers (La) | Blason  | De gueules au chevron d'argent chargé de sept mouchetures d'hermine de sable, accompagné en chef de deux tours d'or, ouvertes et ajourées du champ, maçonnées de sable et en pointe d'un cœur croiseté d'or ceint d'une couronne d'épines du même; au chef cousu de sinople chargé d'un livre ouvert d'or aux lettres gothiques de sable N sur la page de dextre et D sur celle de senestre, ledit livre accosté de deux gerbes de blé d'or. |
| Blason de Salle-de-Vihiers (La) | Détails | * Ces armes emploient le terme « cousu » dans le seul but de contrevenir à la règle de contrariété des couleurs : elles sont fautives (sinople sur gueules). Le statut officiel du blason reste à déterminer. |

| Blason de Saumur | Blason  | De gueules à une fasce contre-bretessée d'argent maçonnée de sable, accompagnée en pointe d'une lettre S d'or ; au chef cousu d'azur chargé de trois fleurs de lys aussi d'or.                                                    |
| Blason de Saumur | Détails | Ce blason date de 1986. L'ancien présenté à droite datait de 1699. Le statut officiel du blason reste à déterminer. |
| Blason de Saumur | Alias   | Coupé d'azur et de gueules, à une fasce crénelée de deux pièces d'argent maçonnée de sable, brochant sur la partition, accompagnée en chef de trois fleurs de lys d'or rangées en fasce, et en pointe de la lettre S, aussi d'or. |

| Blason de Segré | Blason  | Écartelé, au premier et au quatrième d'argent à la bande d'azur, au deuxième et au troisième du même au pal aussi d'argent. |
| Blason de Segré | Détails | Le statut officiel du blason reste à déterminer.                                                                            |

| Blason de Seiches-sur-le-Loir | Blason  | Parti, au premier d'azur à une fleur de lys d'argent, au second de gueules à trois écussons d'or. |
| Blason de Seiches-sur-le-Loir | Détails | Le statut officiel du blason reste à déterminer.                                                  |

| Blason de Soucelles | Blason  | De gueules à trois chevrons d'argent.            |
| Blason de Soucelles | Détails | Le statut officiel du blason reste à déterminer. |

| Blason à dessiner | Blason  | D'azur à la fasce d'argent ondée en pointe maçonnée de sable;au franc-canton d'azur semé de fleurs de lis d'or et à la bordure de gueules; à l'ancre d'argent avec sa gumène d'or brochant sur le tout et à la grappe de raisin d'azur feuillée de deux pièces de sinople surbrochant sur l'ancre. |
| Blason à dessiner | Détails | Le statut officiel du blason reste à déterminer. |

Pas d'information pour les communes suivantes : Saint-Aubin-de-Luigné, Saint-Augustin-des-Bois, Saint-Christophe-du-Bois, Saint-Christophe-la-Couperie, Saint-Clément-de-la-Place, Saint-Clément-des-Levées, Saint-Crespin-sur-Moine, Saint-Cyr-en-Bourg, Saint-Georges-des-Sept-Voies, Saint-Georges-sur-Layon, Saint-Germain-sur-Moine, Saint-Jean-de-la-Croix, Saint-Jean-de-Linières, Saint-Jean-des-Mauvrets, Saint-Just-sur-Dive, Saint-Lambert-la-Potherie, Saint-Laurent-de-la-Plaine, Saint-Léger-des-Bois, Saint-Lézin, Saint-Macaire-du-Bois, Saint-Macaire-en-Mauges, Saint-Martin-de-la-Place, Saint-Martin-du-Bois (Maine-et-Loire), Saint-Melaine-sur-Aubance, Saint-Michel-et-Chanveaux, Saint-Philbert-en-Mauges, Saint-Pierre-Montlimart, Saint-Rémy-en-Mauges, Saint-Saturnin-sur-Loire, Saint-Sauveur-de-Flée, Saint-Sauveur-de-Landemont, Saint-Sigismond (Maine-et-Loire) , Saint-Sulpice (Maine-et-Loire) , Sainte-Gemmes-d'Andigné, La Salle-et-Chapelle-Aubry, Sarrigné, Saulgé-l'Hôpital, Savennières, Sceaux-d'Anjou, La Séguinière, Sermaise (Maine-et-Loire) , Sœurdres, Somloire, Soulaines-sur-Aubance, Soulaire-et-Bourg
- Haut – A
- B
- C
- D
- E
- F
- G
- H
- I
- J
- K
- L
- M
- N
- O
- P
- Q
- R
- S
- T
- U
- V
- W
- X
- Y
- Z

## T
| Blason de Tessoualle (La) | Blason  | D'argent à l'usine d'azur chargée d'une chaussure contournée de tenné posée en bande, soutenue de deux épis de blé d'or, les tiges passées en sautoir en pointe; au chef d'azur chargé de trois fleurs de lis d'or.                  |
| Blason de Tessoualle (La) | Détails | Différences entre dessin et blasonnement : tiges non passées en sautoir. * Il y a là non-respect de la règle de contrariété des couleurs : ces armes sont fautives (or sur argent). Le statut officiel du blason reste à déterminer. |

| Blason de Thouarcé | Blason  | De gueules au chevron d'argent accompagné de trois lionceaux du même. |
| Blason de Thouarcé | Détails | Le statut officiel du blason reste à déterminer.                      |

| Blason de Thoureil (Le) | Blason  | D'argent à la gabare d'azur, la voile chargée d'une feuille d'acacia d'or, et voguant sur une rivière du champ mouvant de la pointe. |
| Blason de Thoureil (Le) | Détails | Blason historique : la commune a fusionné avec Chênehutte-Trèves-Cunault, Gennes, Grézillé et Saint-Georges-des-Sept-Voies au 1er janvier 2016 pour former la commune nouvelle de Gennes-Val de Loire qui devint au 1er janvier 2018 Gennes-Val-de-Loire. |

| Blason de Tourlandry (La) | Blason  | D'or, à une fasce de gueules, crénelée et bretessée de trois pièces et demie vers le chef, maçonnée de sable. |
| Blason de Tourlandry (La) | Détails | Le statut officiel du blason reste à déterminer.                                                              |

Pas d'information pour les communes suivantes : Tancoigné, Thorigné-d'Anjou, Tiercé (Maine-et-Loire), Tigné, Tillières, Torfou (Maine-et-Loire), Toutlemonde, Trélazé, Le Tremblay (Maine-et-Loire), Trémentines, Trémont (Maine-et-Loire), Turquant
- Haut – A
- B
- C
- D
- E
- F
- G
- H
- I
- J
- K
- L
- M
- N
- O
- P
- Q
- R
- S
- T
- U
- V
- W
- X
- Y
- Z

## U
Pas d'information pour les communes suivantes : Les Ulmes

## V
| Blason de Valanjou | Blason  | Parti bastillé d'une pièce à dextre : au premier coupé au I d'azur à la gerbe de blé d'or, liée de gueules, au II de sinople à la bottine contournée d'or, au second de gueules au moulin à vent d'or, ouvert du champ et adextré d'une quintefeuille de sinople chargeant le merlon de la partition, à la champagne ondée d'argent brochant sur le tout, sur laquelle sont posés la bottine et le moulin ainsi qu'une billette du même brochant sur la partition, le tout sommé d'un chef dentelé, coupé de sable et d'or. |
| Blason de Valanjou | Détails | * Il y a là non-respect de la règle de contrariété des couleurs : ces armes sont fautives (sinople sur gueules). Le statut officiel du blason reste à déterminer. |

| Blason de Varenne (La) | Blason  | D'azur à la flèche d'or accostée de six lapins d'argent passant l'un au-dessus de l’autre en deux pals.          |
| Blason de Varenne (La) | Détails | Armes parlantes. (rapprochement avec garenne, espèce de lapins) Le statut officiel du blason reste à déterminer. |

| Blason de Varennes-sur-Loire | Blason  | Coupé-ondé, au premier de gueules à trois tours mal ordonnées d’or, maçonnées de sable, ouvertes et ajourées du champ, au second d’azur à une cloche d'or, à la divise ondée d'argent brochant sur la partition ; sur le tout, de sable au lapin arrêté d’argent. |
| Blason de Varennes-sur-Loire | Détails | Armes parlantes. (rapprochement avec garenne, espèce de lapins) Le statut officiel du blason reste à déterminer. |

| Blason de Varrains | Blason  | Écartelé, au premier d'azur à trois fleurs de lis d'or, au deuxième de gueules à la grappe de raisin feuillée d'or, au troisième de sable à l'entrée de cave d'or, maçonnée et ouverte du champ, l'ouverture chargée d'un tonneau d'argent sur son cul et surmonté d'un maillet d'or, au quatrième d'argent à la rainette de sinople allumée d'or et de sable. |
| Blason de Varrains | Détails | Le statut officiel du blason reste à déterminer. |

| Blason à dessiner | Blason  | De sinople à la rivière ondée d'argent en barre, accompagnée à dextre d'un four à chaux d'argent maçonné de sable et à senestre d'un fer de moulin d'argent; au chef cousu d'azur chargé d'un cep de vigne d'or; le tout enfermé dans une bordure de gueules chargée de quatre besants d'argent en chef en flanc et en pointe, d'un château d'or ouvert et ajouré de sable en chef à senestre et de trois fleurs de lis d'or aux trois autres angles. |
| Blason à dessiner | Détails | Le statut officiel du blason reste à déterminer. |

| Blason de Vaulandry | Blason  | Écartelé, au premier d'or au chardon de sinople fleuri de gueules et mouvant d'un croissant du même, au deuxième de sinople au pairle d'argent, la branche senestre alésée et aiguisée, chargé de quatre fers de moulin de sable posés à plomb, au troisième de sinople à la tour d'or maçonnée de sable, ouverte et ajourée du champ, au quatrième d'or au sanglier de sable surmonté de deux pommes de pin au naturel. |
| Blason de Vaulandry | Détails | Le statut officiel du blason reste à déterminer. |

| Blason de Les Verchers-sur-Layon | Blason  | Losangé d'or et de gueules.                      |
| Blason de Les Verchers-sur-Layon | Détails | Le statut officiel du blason reste à déterminer. |

| Blason de Vernantes | Blason  | D'argent, à trois roses de gueules boutonnées d'or. |
| Blason de Vernantes | Détails | Le statut officiel du blason reste à déterminer.    |

| Blason de Vern-d'Anjou | Blason  | D'argent au vergne de sinople, sur le tout, du même chargé d'une bande d'or ; le tout enfermé dans une bordure de gueules. |
| Blason de Vern-d'Anjou | Détails | Armes parlantes. (vergne) Le statut officiel du blason reste à déterminer.                                                 |

| Blason de Vernoil-le-Fourrier | Blason  | De gueules à la bande d'or.                      |
| Blason de Vernoil-le-Fourrier | Détails | Le statut officiel du blason reste à déterminer. |

| Blason de Vezins | Blason  | De sinople à la fasce d’argent chargée d'une tierce ondée d’azur, accompagnée en chef dextre d’un cœur croiseté d'argent, en chef senestre d’un croissant d'hermine et en pointe d’un arbre d’argent mouvant de la pointe. |
| Blason de Vezins | Détails | Le statut officiel du blason reste à déterminer. |

| Blason de Le Vieil-Baugé | Blason  | D'azur à deux épées d'argent passées en sautoir, cantonnées de trois fleurs de lys d'or, une en chef et deux aux flancs, et d'un léopard du même en pointe. |
| Blason de Le Vieil-Baugé | Détails | Le statut officiel du blason reste à déterminer. |

| Blason de Vihiers | Blason  | Losangé d'argent et de gueules.                  |
| Blason de Vihiers | Détails | Le statut officiel du blason reste à déterminer. |

| Blason de Villebernier | Blason  | Coupé, au premier d'azur au château flanqué de deux tours, couvert d'argent et accosté en chef d'une croix de Lorraine de sable bordée d'or à dextre et d'une fleur de lis du même à senestre, au second d'or maçonné de sable, au bateau de sable, les voiles ferlées d'argent, pavillonné d'or, voguant sur une mer d'azur et brochant sur la partition. |
| Blason de Villebernier | Détails | Le statut officiel du blason reste à déterminer. |

| Blason de Villedieu-la-Blouère | Blason  | D'azur à la colonne perronnée de deux degrés et fleurdelysée, accostée à dextre d'une croix potencée cantonnée de quatre croisettes et à senestre d'une croix de Malte, le tout de gueules ; à la bordure du même |
| Blason de Villedieu-la-Blouère | Détails | * Il y a là non-respect de la règle de contrariété des couleurs : ces armes sont fautives. Le statut officiel du blason reste à déterminer.                                                                       |

Pas d'information pour les communes suivantes : Vauchrétien, Vergonnes, Verrie, Villemoisan, Villevêque, Vivy
- Haut – A
- B
- C
- D
- E
- F
- G
- H
- I
- J
- K
- L
- M
- N
- O
- P
- Q
- R
- S
- T
- U
- V
- W
- X
- Y
- Z

## Y
| Blason de Yzernay | Blason  | D'or à la tête de cerf de sable tarée de trois-quarts, surmontée d’un cœur croisé de gueules. |
| Blason de Yzernay | Détails | Le statut officiel du blason reste à déterminer.                                              |